# باترفیلد (میسوری)
باترفیلد (به انگلیسی: Butterfield) یک روستا (ایالات متحده آمریکا) در ایالات متحده آمریکا است که در شهرستان بری، میزوری واقع شده‌است.
 باترفیلد ۱٫۲۰ کیلومتر مربع مساحت و ۴۷۰ نفر جمعیت دارد و ۴۶۶ متر بالاتر از سطح دریا واقع شده‌است.